# ボーイング787
ボーイング787 ドリームライナー
Boeing 787 Dreamliner
全日本空輸のボーイング787-8
- 用途：旅客機
- 分類：ワイドボディ機
- 設計者：ボーイング
- 製造者： ボーイング
- 運用者：

  - 全日本空輸（ローンチカスタマー）
  - 日本航空
  - ユナイテッド航空
  - アメリカン航空
  - ほか
- 初飛行：2009年12月15日
- 生産数：1,127機（2024年4月）
うち全損事故1機
- 生産開始：2006年
- 運用開始：2011年10月26日
- 運用状況：運航中
- ユニットコスト：
 787-8: 1億8,520万USドル（2010年）
 787-9: 2億1,810万USドル（2010年）

ボーイング787 ドリームライナー（英: Boeing 787 Dreamliner）は、アメリカ合衆国のボーイング社が開発・製造し、767・777の一部を代替する、次世代の長距離用中型ワイドボディ機。両翼にそれぞれ1基ずつ、計2基のターボファンエンジンを装備する双発機である。愛称は「ドリームライナー（Dreamliner）」。

## 概要
愛称は「ドリームライナー（Dreamliner）」であるが、この名前は、公募後に2003年6月のパリ航空ショー期間中に発表された。研究段階ではY2、開発段階では7E7と称され、2005年1月28日（シアトル時間）に従来の命名方式を踏襲した787に変更された。777に次いで開発されたことから「787」の名称が予想されていた。
中型の旅客機としては長い航続距離が特徴で、従来の大型機による長い飛行距離も当派生型の就航により少ない燃料での直行が可能となり、高いハイテク性・利便性を誇った。ジェットエンジンに関しては、ロールス・ロイス トレント1000もしくはゼネラル・エレクトリック GEnxを使用する。
2003年に開発に向けて受注がスタート。原型1号機の初飛行は、技術の先進性などの事情により当初の計画から2年4ヶ月遅れた2009年12月15日であった。世界で最初に787を発注したのは日本の全日本空輸（ANA）であり、1号機受領は2011年9月25日となった。同社は787を導入後、東京-成田 - 香港線を皮切りに世界各地へ就航させた。
2020年1月現在、55の航空会社が787を保有しており、生産機数は800機を超えている。2020年3月現在、運航されている787には3つのタイプがあり、標準型の787-8に加え、胴体を少し延長した787-9、そして胴体をさらに延長した最新型の787-10がある。
本項では以下、ボーイング製の旅客機について「ボーイング」の表記を省略して数字のみ、またはボーイングを「B」と表記する。例として「ボーイング777」は「777」または「B777」とする。

## 開発経緯
1995年に就航開始した777に次ぐ機種の開発を検討していたボーイングは、将来必要な旅客機は音速に近い遷音速で巡航できる高速機であると考え、2001年初めに250席前後のソニック・クルーザーを提案した。しかし2001年9月のアメリカ同時多発テロ事件後に航空需要が低下した影響などから、運航経費の抑制を図る航空会社各社の関心を得られず、2002年末にソニック・クルーザーの開発を諦めて通常型7E7の開発に着手した。通常型7E7は、速度よりも効率を重視した767クラスの双発中型旅客機で、2003年末に航空会社への販売が社内承認された。
2004年4月にローンチカスタマーとして全日本空輸が50機を発注して開発が始まり呼称も787に改められた。その後、日本航空、ノースウエスト航空、コンチネンタル航空など多数の大手航空会社が発注している。開発当初のスケジュールでは2007年7月に完成披露、8月から9月ごろに初飛行、その後に試作機6機で試験飛行を行い、2008年5月に連邦航空局（FAA）の型式証明取得を予定し、取得しだい全日本空輸に引き渡す予定であった。全日本空輸は「2008年6月に国内線へ投入し、8月の北京オリンピック開催時に東京/羽田 - 北京/首都間のチャーター便に使用する」と発表していた。
当初は2007年9月末に初飛行して2008年5月に引き渡す予定であったが、新素材を用いる胴体や新機軸を採用したエンジンなど多くの新設計と、開発を世界中の各社で分担したために足並みが揃わなかったことで、開発が大きく難航した。初飛行が行われたのは、当初の予定から2年以上遅れた2009年12月15日である。
1号機を受領予定だった全日本空輸は就航計画の変更を余儀なくされた。受領予定だった1号試験機 - 3号試験機については、量産型に比べて機体重量が増加して本来の性能が得られないことから受領を拒否している。
| 適合性検証(SROV)のため東京国際空港から離陸する787-8型機（2011年7月5日・N787EX） |  | 適合検証プログラム(SROV)で大阪国際空港に初飛来した787-8型機（2011年7月5日・N787EX） |
| 適合性検証(SROV)のため東京国際空港から離陸する787-8型機（2011年7月5日・N787EX） |  | 適合検証プログラム(SROV)で大阪国際空港に初飛来した787-8型機（2011年7月5日・N787EX） |

ボーイング社と全日本空輸が、本機と日本の空港設備の適合性検証プログラム (Service Ready Operational Validation:SROV) を実施するため、2011年7月3日に全日本空輸の塗装を施された登録記号N787EXの787-8型機が東京国際空港（羽田空港）へ初来日した。7月5日から10日まで羽田と中部、伊丹、関西、岡山、広島の各空港を往復し、搭乗橋の接続や給油など実際の就航を想定して試験した。

2011年9月25日に、全日本空輸はボーイングのエバレット工場で初号機の引き渡しを受けて26日に祝賀式典を行った。2011年9月28日に、本機種の初号機で登録記号JA801Aの1号機がロールアウトから4年越しで羽田空港に到着し、10月12日から同月23日にかけて乗員慣熟飛行を行った。

## 引き渡し、就航
2011年10月26日、全日本空輸が成田 - 香港間で、787として世界初の商業運航を行った。11月1日、羽田 - 岡山・広島線で国内線定期便運航を開始した。全日本空輸では1・2号機については特別塗装を施し、3号機以降は通常塗装とするが、787であることをよりわかりやすくするため、機体前方に巨大ロゴ「787」をペイントすることになった。
2012年1月14日、全日本空輸は、羽田 - 北京線で国際線定期便運航を開始した。使用されたのは前述の3号機（JA805A;長距離国際線用）である。同社は2012年夏期より国内線専用機の導入を開始している。国内線専用機の導入が進むと同時に、羽田 - 福岡・鹿児島線、羽田 - 熊本線にも順次投入され、2012年秋から羽田 - 札幌線にも就航した。

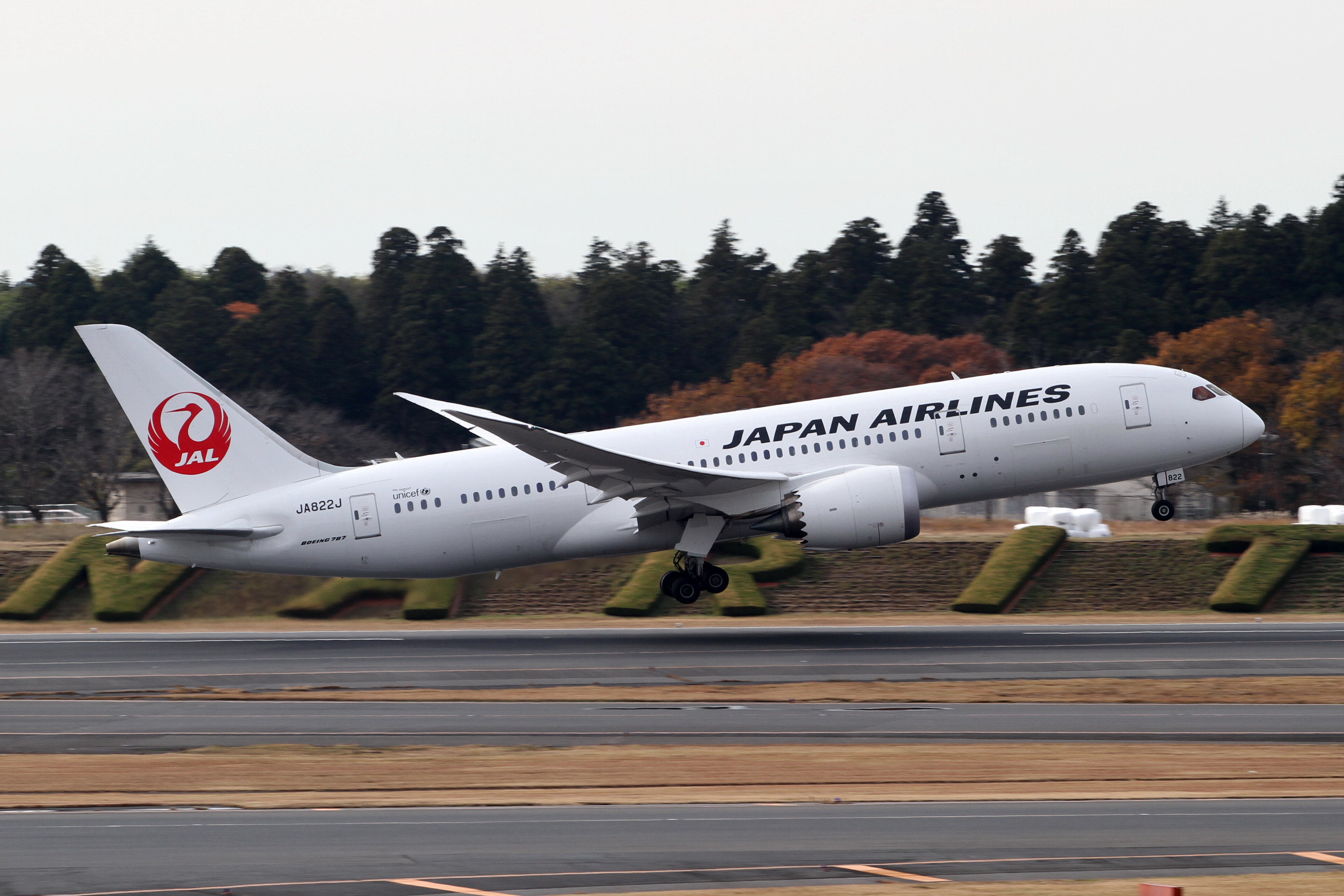
日本航空の787-8

2012年4月22日、日本航空は新規開設となる成田 - ボストン線に787-8（JA822J）を就航させた。これは日本航空にとって787の初就航路線となった。成田とボストン間の直行便は史上初のことであった。日本航空は当分の間は787の特性を最大限に生かせる、国際線のみに就航させる予定であると発表していたが、国内線にも787-8型機を順次投入し2019年10月27日より羽田 - 伊丹線に就航している。
2012年5月1日、日本航空は成田 - ニューデリー線での運航を開始し、同月7日にモスクワ線と羽田 - 北京線での運航も開始した。
2013年1月4日、ユナイテッド航空はロサンゼルス - 成田線に日本国外の航空会社としては初めて日本への路線に787を就航させた。
2013年1月16日、LOTポーランド航空はワルシャワ - シカゴ線で787の運航を開始したが、この日に全世界的に787の運航停止が決定したため、同路線は就航日に往路のみの運航となり、復路は欠航となった。
2013年5月以降、ボーイングによるバッテリーユニット改修の目処がつき、製作し滞留していた納入待ちであった多数の機体を納入して引き渡している。
2013年5月23日に中国民用航空局（CAAC）は長く先送りしていた787の中国国内における運航を許可し、製造済みで納入が遅れていた中国仕向け機が納入開始される見込みとなった。認可についてCAACは、運航許可の先送りと後述のバッテリートラブルの関係を含めて詳細を発表していない。
2013年5月30日、トムソン航空はバッテリートラブルによる運航停止、再開後、遅れていた同社およびイギリスの航空会社に対する初号機を受領、翌5月31日に2号機を受領し、同年7月8日に就航予定となっている。
2013年5月31日、中国南方航空はトムソン航空に続き同社および中華人民共和国に対する初号機を受領、6月2日に広州 - 北京線で就航させた。
2013年6月27日、ブリティッシュ・エアウェイズがロールス･ロイス社製トレント1000を装備した初号機を受領した。
2016年4月27日、通算400号機目にあたる機体番号9V-OFEの787-8をスクートに引き渡したことを発表した。
2017年2月22日、大韓航空が初号機である787-9の機体番号：HL8081を受領し、2月24日に韓国へ到着する。ファーストクラス6席、プレステージ(ビジネス)クラス18席、エコノミークラス245席の計269席で構成された機体で、3月7日から韓国国内で運航を開始し、6月ごろからトロント、マドリード、ロサンゼルスなどの長距離路線で運航する予定としている。当年中に更に4機、2019年までに更に5機の合計10機を導入する計画である。
2018年2月22日、シンガポール航空が、シンガポール - パース線に787-10を投入すると発表したが、2018年に同社が日本へ就航してから50周年の節目を迎えるため、シンガポール - 大阪(関西)線のうち1往復（SQ618/SQ619）への導入に正式決定となった。同路線の運航開始は2018年5月3日からで、その後パース線の他に東京・セントレア・福岡線の一部へ2018年内の導入を行なった。

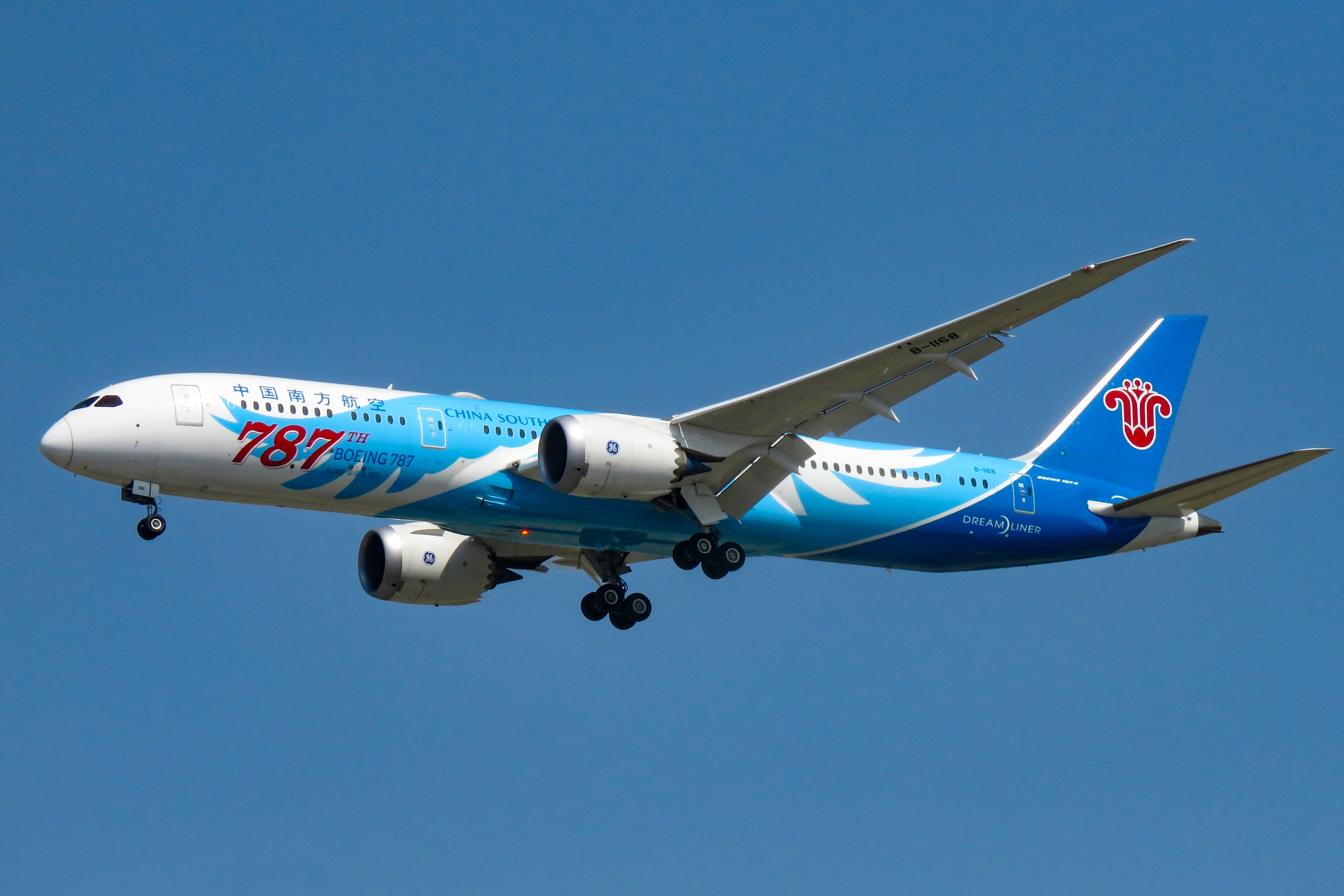
中国南方航空の787-9

2018年12月、通算787号機目の787-9（機体番号：B-1168）を中国南方航空へ引き渡したことを発表。同機には中国語と英語で「787th BOEING 787」・「第787架 波音787」の記念ロゴが掲出された。
2023年11月14日、シンガポール航空に20機目となる787-10を納入し、これが通算1,000機目となった。また15日から16日にかけて、ケープタウンと南極大陸のトロル研究基地を往復するフライトを行った。787が南極大陸に着陸したのはこれが初である。

## 機体
中型のワイドボディ機で、ナローボディの757やセミワイドボディの767、および777の一部の後継機と位置づけられている。特にターゲットとなる767より、航続距離や巡航速度は大幅に上回るとともに、燃費も向上している。東レ製の炭素繊維（カーボンファイバー）を使用した炭素繊維強化プラスチック等の複合材料の使用比率が約50 %であり、残り半分が複合材料に適さないエンジン等なので、実質機体は完全に複合材料化されたといえる。また、米ボーイング社の製品でありながら、B787の生産には日本のメーカーが深く関わっている。機体製造の35%を富士重工業（現SUBARU）、川崎重工業、三菱重工業の3社が担当している。

### 概要
胴体は767、あるいはエアバスA330クラスより太く、客室の座席配列はエコノミークラスで2-4-2の8アブレストが基本であるが、3-3-3の9アブレストでも従来の旅客機、737や747のエコノミークラスとほぼ同等の座席幅を確保でき、日本航空を除く航空会社は全て9アブレスト仕様で発注、運航している。ただし同社で8アブレストなのは国際線機材となり、2019年10月から導入される国内線機材は9アブレストとなる。この太い胴体のため、床下貨物室にLD-3コンテナを2個並列に搭載可能である（床下にLD-3が並列搭載できないことは、A300やA330と比較した時に767の重大な欠点であった）。
客室は従来より天井が200 mm高くなっている。面積比で767の約1.2倍、777の約1.3倍、A350の1.65倍の大型の窓が採用され、窓側でなくとも外の景色を見ることができるという。窓はシェードがなく、代わりにエレクトロクロミズムを使った電子カーテンを使用し、乗客各自が窓の透過光量を調節することになる（乗務員操作により全窓の一斉調節や固定も可能）。この電子シェードは、一番暗いときでも透明度が5%あるため、少し外の景色を楽しめる一方、GPSの信号を通さないため、客室内では受信は不可能となった。また電子シェードは客室の電源が落とされると最も暗い状態に固定され操作不能となる。客室内はLED光により、様々な電色が調整できる。トイレは、日本航空の主導で、TOTO・ジャムコ・ボーイングの共同開発による温水洗浄便座がオプションとして採用され、全日本空輸もこれを国際線用機に採り入れている。
主翼はじめ、機体に複合材料を使用しているが、これによって腐食性等の問題が解決され、777ではコックピットのみへのオプション装備だった加湿器が、初めてキャビンに標準搭載される。「気体フィルター」と呼ばれる技術を使用した新型フィルターを搭載することにより、従来のHEPAフィルターでは除去できなかった気体分子も除去できるようになった。これにより、少なくとも乾燥が原因で発生する健康上の症状は半減するとしている。
コックピットは、777のようなLCDを多用したグラスコックピットを進化させたものになり、従来機では機械式であったFMSもLCDに表示され、777から採用されているCCD（Cursor Control Device）等を介して操作できる。主計器ではないが、ヘッドアップディスプレイ（HUD）も装備されている。エレクトロニック・フライトバッグ(EFB)も標準装備される。開発当初、パイロット用酸素マスクは欧米人向けの形になっていたが、全日本空輸の要請により、東洋人の顔つきに合わせたマスクも作られることになった。
補助動力装置（APU）の始動と非常時のバックアップ用途にジーエス・ユアサ コーポレーション製リチウムイオン電池を民間航空機で初採用。

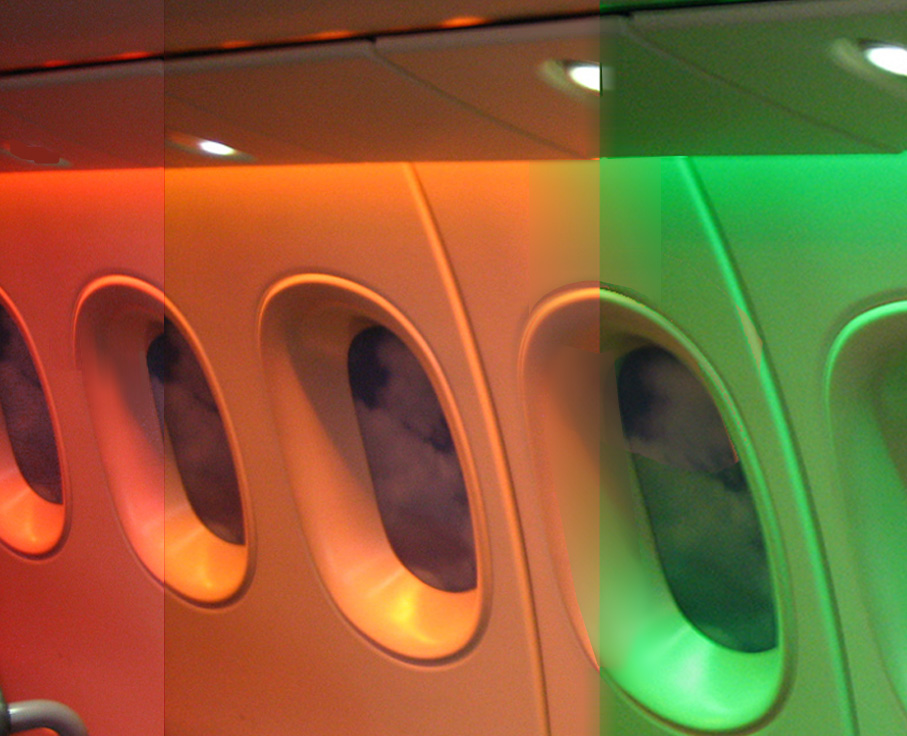
787の客室内の大きな窓と、LED光による電色調整の様子（右と左）
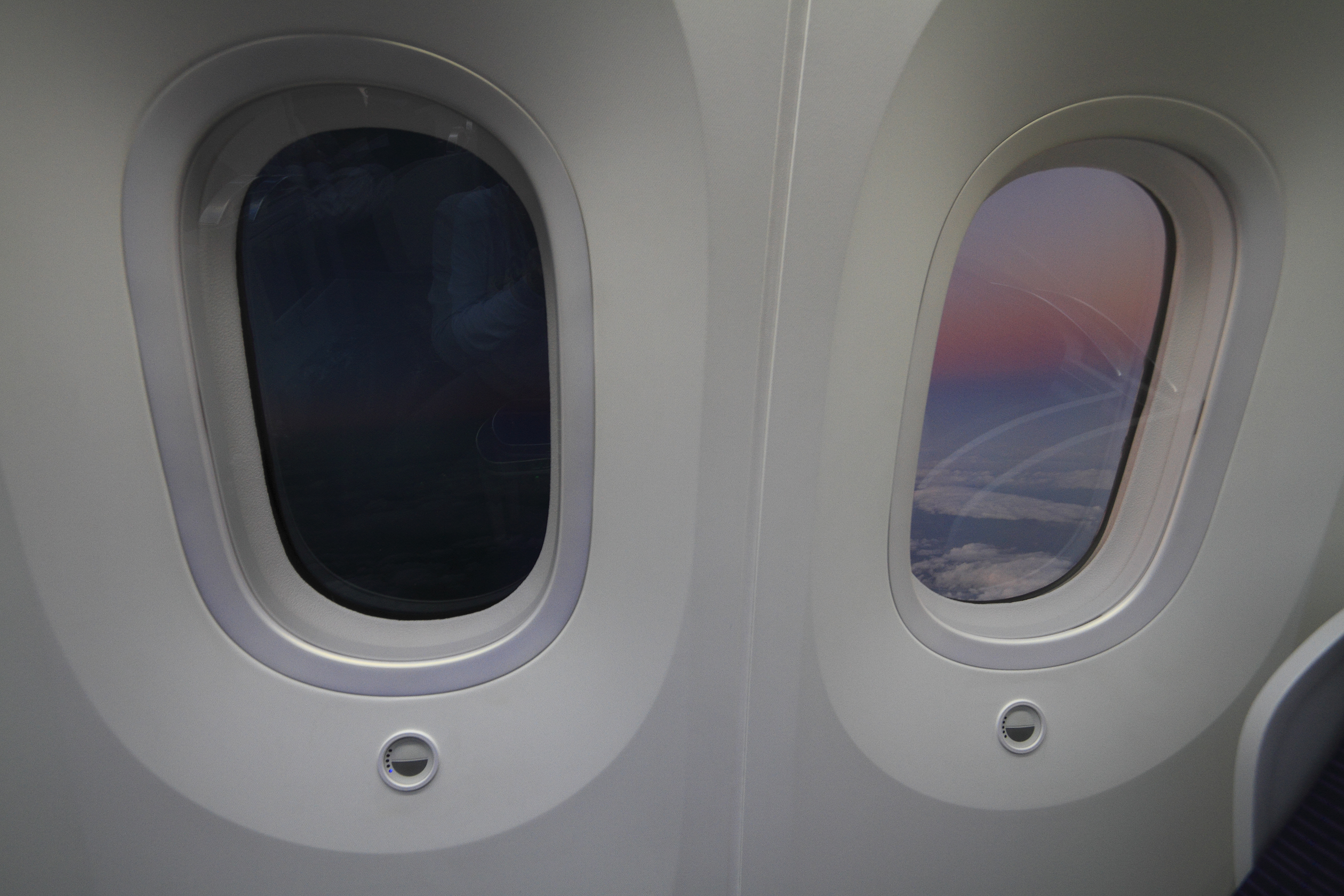
電子カーテンを最も暗くした窓（左）と最も明るくした窓（右）
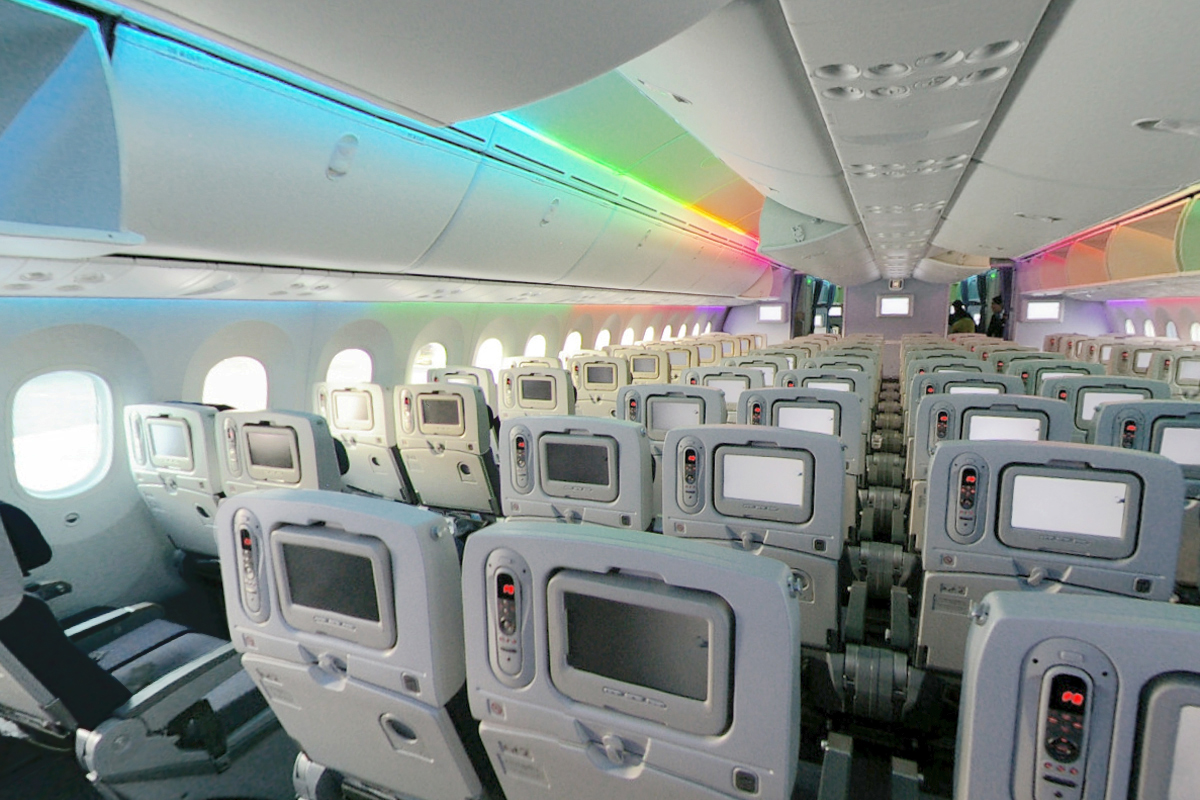
787-8のキャビン(ANA),LED照明によって虹のような配色をすることも可能。
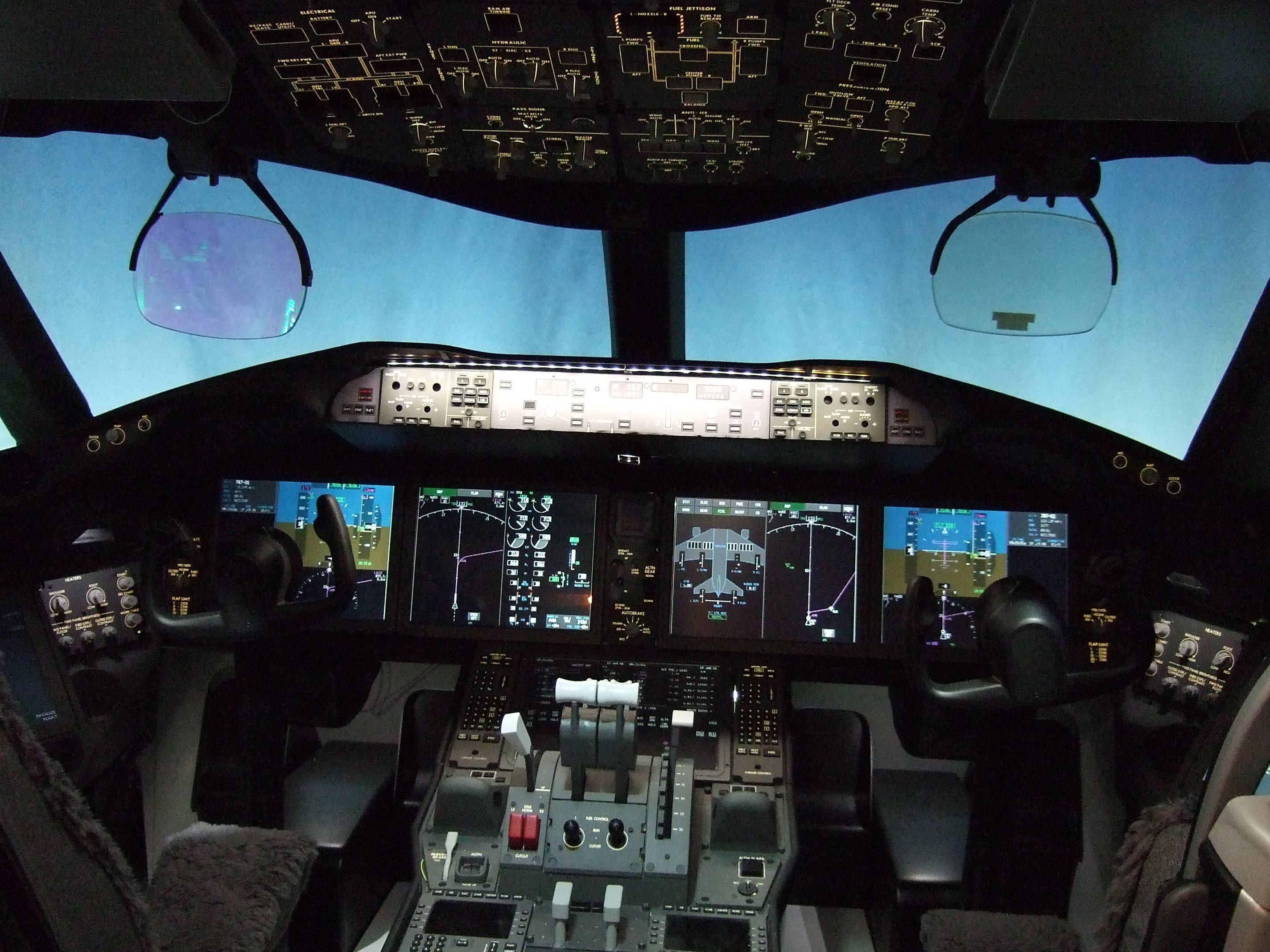
787のコックピット。LCDが4面並んでいる。上からつり下がっているのがHUD。
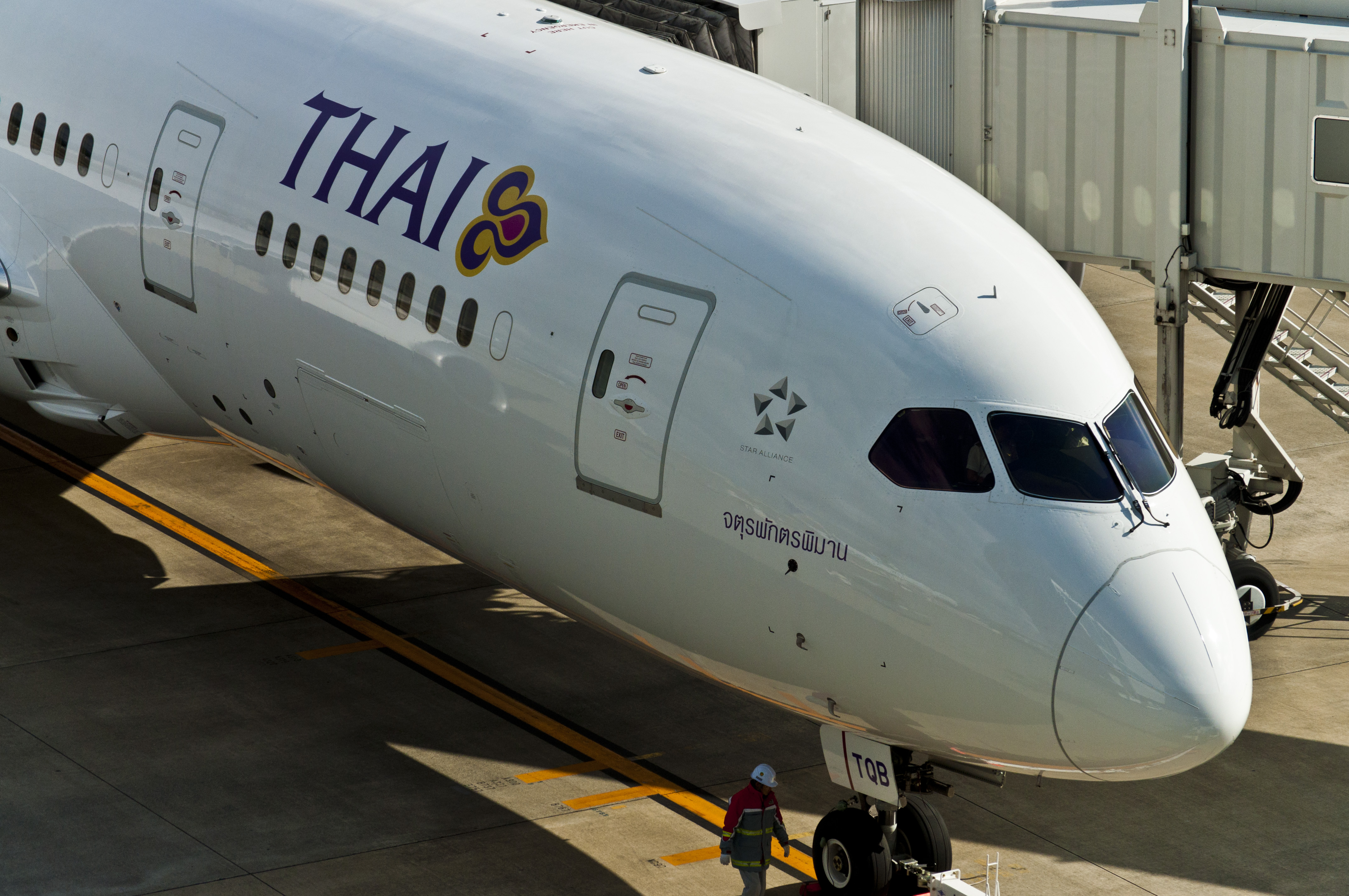
787の機首部分。コックピットの窓が開閉しないため、緊急脱出用ハッチが機体右側（副操縦士席の上）に装備されている。

### 性能
巡航速度はマッハ0.85となり、マッハ0.80の767、マッハ0.83程度のA330、A340より長距離路線での所要時間が短縮されるとされる。
航続距離は基本型の787-8で最大8,500海里（15,700km）。ロサンゼルスからロンドン、あるいはニューヨークから東京路線をカバーするのに十分であり、東京からヨハネスブルグへノンストップで飛ぶことも可能である。機種性能としてETOPS-330の取得が可能である。
767と比較すると燃費は20%向上するとされている。これはCruise FlapsやSpoiler Droopなどによる空力改善・複合材（炭素繊維素材）の多用による軽量化・エンジンの燃費の改善・これらの相乗効果によるものだという。軽量化によって最大旅客数も若干増加している。

787-9では、垂直尾翼のハイブリッド層流制御機構などにより、さらなる低燃費を追求している。

### エンジン

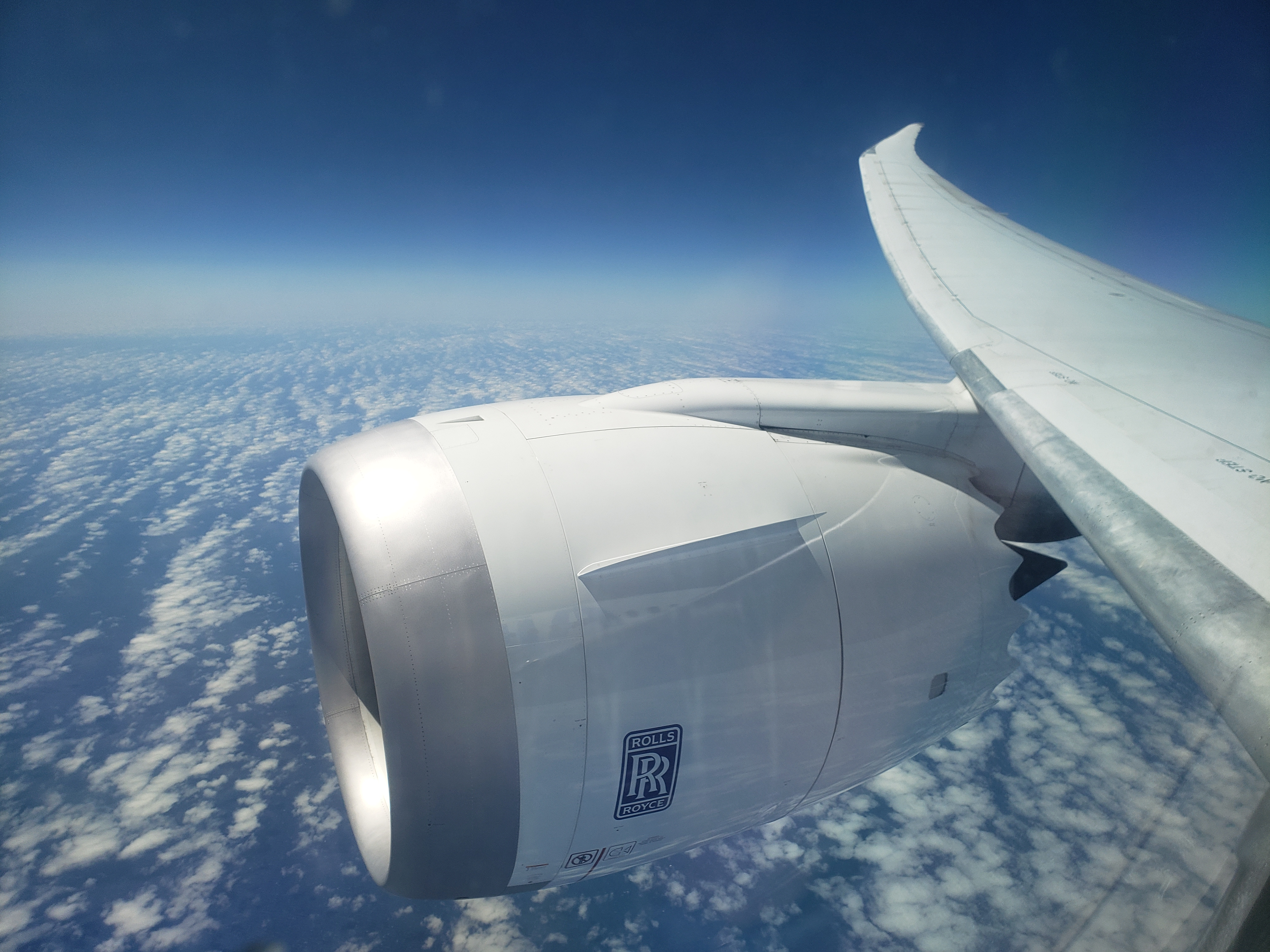
飛行中のロールス・ロイス トレント1000

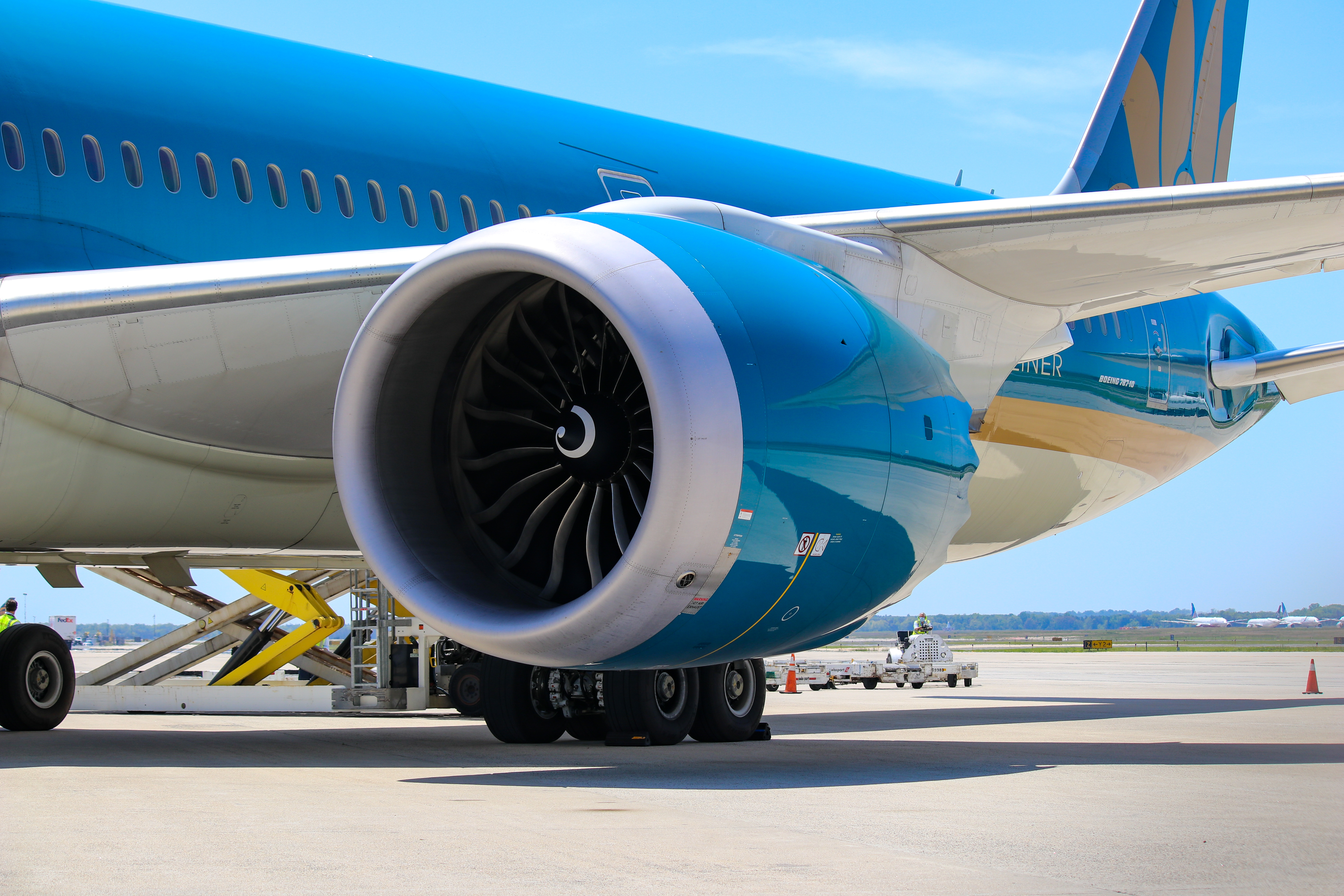
GENXエンジン搭載のベトナム航空の787-10

エンジンは、ロールス・ロイス・ホールディングスのトレント1000と、ゼネラル・エレクトリックのGEnxが用意されている。これらのエンジンも国際共同開発である。両メーカーの電気接続のインターフェースを標準化したため、将来の技術進歩により高性能エンジンが開発された際、異なるメーカーのエンジンの交換も可能になった。
エンジン始動と発電の両方を行うスタータジェネレータを採用し、従来ブリードエアとスタータタービンにより行っていたエンジン始動の電動化、エアコンや翼縁解氷装置などもブリードエアを使わず電化する（エンジンナセル（エンジンポッド）の防氷については、他の機種同様にブリードエアを使用）などにより、エンジンコンプレッサからの抽気（ブリード）をほとんど廃止することで燃費向上を図ることができたとされる。
外見からもわかる、エンジンナセル後端のギザギザのシェブロンパターンは、「シェブロンノズル」と呼びファン流と燃焼ガス流を混合して騒音を低下させる効果を狙ったものである。
ローンチカスタマーの全日本空輸はロールスロイス製エンジンを選択したが、ボーイングの旅客機でアメリカ製以外のエンジンを搭載した仕様によるローンチは、過去に757の事例があるのみである。しかしながら、全日本空輸のロールスロイス製エンジンのブレードに欠陥が発覚。納入した全機種のエンジンのブレードを交換するということになり、またもや大混乱に陥ることとなった。
2020年2月25日にANAはゼネラルエレクトリック製のGEnx-1Bを搭載した787-10(確定11機)、787-9(確定4機、オプション5機)を追加発注したためニュージーランド航空に続きロールスロイス製のエンジンとゼネラルエレクトリック製のエンジンの両方をオペレーションする航空会社となった。

### 国際共同事業の推進
787は、機体の70%近くを海外メーカーを含めた約70社に開発させる国際共同事業である。これによって開発費を分散して負担できるとともに、世界中の最高技術を結集した機体になるとしている。参加企業は下請けを含めると世界で900社におよぶ。イタリア、イギリス、フランス、カナダ、オーストラリア、韓国、中華人民共和国といった国々が分担生産に参加しており、日本からも三菱重工業を始めとして数十社が参加している。ボーイング社外で製造された大型機体部品やエンジン等を最終組立工場に搬送するため、貨物型の747を改造した専用輸送機「ボーイング747LCF ドリームリフター」が用いられており、日本では部品の生産工場が「アジアNo.1航空宇宙産業クラスター形成特区」（国指定国際戦略総合特区）である愛知県・岐阜県を中心としたエリアに存在するため中部国際空港に定期的に飛来している。
三菱重工業は747X計画時の2000年5月にボーイングとの包括提携を実現しており、機体製造における優位性を持っている。1994年に重要部分の日本担当が決定しており、三菱は海外企業として初めて主翼を担当（三菱が開発した炭素繊維複合材料は、F-2戦闘機の共同開発に際して航空機に初めて使用された。この時、アメリカ側も炭素系複合材の研究を行っていたものの、三菱側が開発した複合材の方が優秀であると評価を受けたため、三菱は主翼の製造の権利を勝ち取っている）、川崎重工業が主翼と中胴の結合部と中央翼、富士重工業（現・SUBARU）がセンターボックスと主翼フェアリングに内定していた。計画は747Xからソニック・クルーザーを経て787となり、三菱が主翼、川崎が前方胴体・主翼固定後縁・主脚格納庫、富士が中央翼・主脚格納庫の組立てと中央翼との結合を担当している。エンジンでも、トレント1000に川崎、GEnxにIHI、両エンジンに三菱（名誘）が参加している。日本の分担割合は35%である。
機体重量比の半分以上に日本が得意分野とする炭素繊維複合材料（1機あたり炭素繊維複合材料で35t以上、炭素繊維で23t以上）が採用されており、世界最大のPAN系炭素繊維メーカーである東レは、ボーイングと一次構造材料向けに2006年から2021年までの16年間の長期供給契約に調印し、使用される炭素繊維材料の全量を供給する。

### 品質管理問題
2019年、KLMオランダ航空がサウスカロライナ州ノースチャールストンのサウスカロライナ工場で製造された787-10型機の品質が「受入基準を下回っている」として苦情を申し立てていることが報じられた。KLMオランダ航空によると、座席の固定が甘かったり、固定ピンが欠品または適切に取り付けられていない、ナットやボルトの締付が不完全、燃料配管のクランプが固定されていないなどの問題が見つかったという。 これ以前にも、作業者の習熟不足により機体の安全性に懸念が持たれていた。
2020年8月末には、サウスカロライナ工場での不適切な胴体部シム張り作業や内側外板仕上げ作業が発覚したためユナイテッド航空、エアカナダ、全日本空輸、シンガポール航空、エア・ヨーロッパ、ノルウェー・エアシャトル、エティハド航空の各社が運航する787 計8機が地上待機となった。 これらの欠陥は、限界荷重において材料の早期疲労や構造欠陥を発生させる可能性がある。ボーイングは2019年8月に欠陥のあるシムを特定していたが、それを使用した機体が地上待機になったのは、ニューヨーク・タイムズがサウスカロライナ工場での787の品質管理問題を報道してから1年も経った後のことであった。
2020年9月7日には、ウォール・ストリート・ジャーナルがFAAにより2011年の787型機投入時点に遡ってボーイングの品質管理不備に関する調査が行われていると報じた。ボーイングは、FAAに対して787の後部胴体に製造基準を満たさない「不適合」部位があることを申告し、FAAは上級者レビューにおいて2011年以降に納入された約1,000機のうち約900機に追加検査を要求することを検討していていた。ボーイングはかつて品質マネジメントシステムにより900人の品質検査員を削減しても問題になることはないと主張していたが、実際にはその品質マネジメントシステムでシムや外板の瑕疵を見抜くことができていなかったことから、FAAの審問に付されることとなった。
2020年9月8日には、ボーイングは水平安定板にも品質管理上の問題があり、893機に影響があると発表した。ソルトレイクシティでの尾部組立作業において締付強度を強くしすぎたため材料の疲労が早まる可能性があるというもので、ボーイングは最近の品質管理問題によって短期的には機体引き渡しのペースが鈍化する見通しで、運航中の機体についても修理を行うことを検討していると発表した。
2020年9月10日にはロイターがシアトルのラジオ局KOMOの報道を引用して、ボーイングの技術者は6ヶ月前から787の垂直尾翼に段差があり、数百機に影響すると申し立てていると報じた。サウスカロライナ工場およびエバレット工場において、ファスナの最終取付工程の前にシムが不適切に取り外されており、限界荷重条件における構造欠陥を招く恐れがあった。FAAとの協議は保留されているが、ボーイングとしては定期整備中に一度、問題の有無を確認するための追加検査を行うことになると想定しているという。
2021年1月時点で、ボーイングは一連の品質管理問題に関連する検査を完了させるため、機体引き渡しを停止していた。同年3月にFAAは787の新造機4機の検査・承認にかかるボーイングの組織認証許可を取り下げるとともに、必要であればこの措置を他機種にも拡大すると表明した。結局、ボーイングは同年3月26日のユナイテッド航空向け787-9から引き渡しを再開した。
2021年7月13日には前部圧力隔壁に段差が見つかったことを受けて生産ペースが落とされた。同社はこの問題が就航中の787に影響するか調査すると表明したが、その確認のための検査プロセスに疑念を持たれることとなった。FAAは、この問題は「直ちに飛行安全に影響するものではない」とし、ボーイングもFAAと共働して問題の解決にあたり、就航中の機体を地上待機とする必要はないとした。
2021年9月4日には、FAAがボーイングの「機体全てを確認するのではなく、範囲を絞って迅速に検査を行うことで機体引き渡しを加速する」という提案を、少なくとも同年10月末までは却下したと報じた。
2021年10月14日には、ボーイングがチタン製の床梁固定用金具などについて、過去3年間に渡って不適切に製造されていたと発表した。レオナルド経由でイタリアのMPS社から購入していたもので、同社はFAAに報告するとともに、安全性に直ちに影響する物ではなく、欠陥部品が使用されている機体を調査しているという。

## 派生型

ボーイング787-8(黒太字)（の比較黒い輪郭付き）ボーイング777-300(■グレー)、767-300（■ティール）、737-800（■青）。

2024年時点で、787は3つの派生型を売り込んでいる。
ICAO機種コードは、787-8 , 787-9 , 787-10がそれぞれ"B788" , "B789" , "B78X"である。

### 787-3

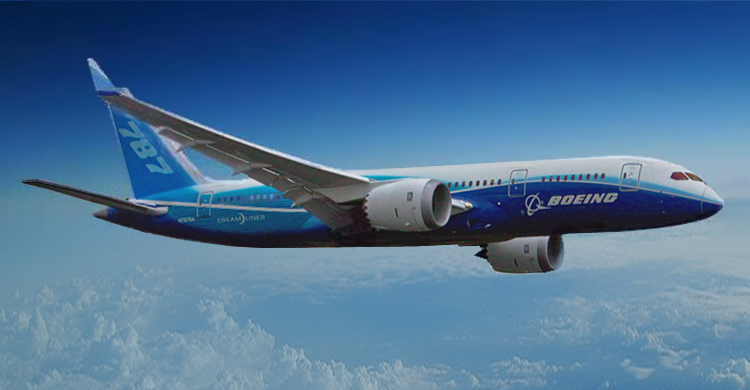
787-3（計画段階のイメージ図）

航続距離3,500海里（6,500km）、交通量が多い路線を的にした296座席（2クラス制）の短距離型であり、767の後継機として企画されたものであった。日本の国内線をターゲットとしていたが、翼幅を767並にしたことで燃費が悪化することなどから開発が中断した。ほかに日本航空も発注していたがキャンセル。

### 787-8
座席数223座席（3クラス制）であり航続距離8,200海里（15,200km）の787型機の基本型で、最初に開発されたモデルでもある。2007年7月8日にロールアウトし、同年9月末に初飛行する予定であったが、前記の通り初飛行は1年以上遅れ、結果として全日本空輸に初号機が引き渡されたのは3年以上遅れた2011年9月だった。また、初期ロットにおいて機体後部で構造補強材が炭素繊維複合材と剥離する兆候を修正した機体は量産機と比較してLN7から22までは設計重量超過が何らかの形で生じており、LN23から33は重量が超過しているものの、発注した航空会社が許容できるレベル、LN34から89までは重量軽減が進み、LN90以降はカタログスペックを達成した。特にLN10～19とLN22は、重量超過により積載燃料が減らされるため航続距離が短いとされ、一部メディアでは「Terrible Teens（魔のティーンズ）」と呼ばれていて、当初発注顧客の受領拒否やそれに伴う長期買い手が付かずカタログ価格から値引き取引された報道もある。

### 787-9
胴体延長型で、座席数は3クラス制で最大300席である。エアバス社のA330-300、A330-900neo、ボーイング社のB777-200ERと同等の機体で、2013年9月に初飛行した。空気抵抗軽減システムのHybrid Laminar-Flow Control (HLFC)や離陸後にギアを早い段階で格納するために浮揚後ギアドアーを自動的に開くEarly Doors Operation (EDO)などを搭載している。ローンチカスタマーはニュージーランド航空で初号機のZK-NZEを2014年7月9日に受領し、全日本空輸は初号機のJA830Aを同年7月27日に受領した。世界初の787-9型定期便運航は全日本空輸で、東京 - 福岡線で2014年8月7日から運航を開始した。
　　　　　　　　　　　　　　　　　　　　　　　　　　　　　　　　　　　　　　　　　　　　　　

### 787-10
最大座席数350のさらなる胴体延長型である。エアバス社のA350-900と同等の機体であるが、最大離陸重量を787-9に合わせたため燃料搭載量が減らされており、航続距離は6,430海里（11,910km）とやや短い。2013年6月のパリ航空ショーで正式ローンチが発表された。サウスカロライナ州ノースチャールストンのサウスカロライナ工場のみで製造する。最初に受領したのはシンガポール航空で、2018年3月25日に初号機（機体番号：9V-SCA）を受領。同年5月3日より、シンガポール - 関西線で就航を開始した。その後、5月19日からはシンガポール - 成田線、7月28日からシンガポール - 中部線、12月19日からシンガポール - 福岡線へ導入し、日本路線に投入していたA330-300を787-10へ更新した。また同社はA350を保有しており、アジア圏でA350が就航している都市の中で需要が見込める路線をより座席数が多い787-10に変える方針も出されている。
2015年1月に全日本空輸が同型機を3機発注したことで、ユナイテッド航空に続き-8・-9・-10の3タイプすべてを導入することになった。また、全日本空輸は2019年3月31日に787-10の初号機(機体番号：JA900A)を受領し、同年4月26日より、成田 - シンガポール線で運航を開始した。
2024年3月24日から全日本空輸が次期国内線機材のB787-10初号機(機体番号:JA981A)が羽田に到着。最新シートを搭載し、幹線路線へ導入を開始した。
787の貨物専用機の開発計画は具体化していないが、787旅客型による夜間限定のベリーカーゴ（床下貨物）便を羽田 - 佐賀・那覇間で全日本空輸が運航していた。　　　　　　　　　　　　　　　　　　　　　　　　　　　　　　　　　　　　　

## 仕様
| 項目＼機種    | 787-3 （開発中止）    | 787-8 | 787-9 | 787-10                                                                      |
| ------------- | --------------------- | --- | --- | --------------------------------------------------------------------------- |
| 全長          | 56.7m                 | 56.7m | 62.8m | 68.3m                                                                       |
| 全幅          | 52.0m                 | 60.1m | 60.1m | 60.1m                                                                       |
| 全高          | 16.9m                 | 16.9m | 17.0m | 17.0m                                                                       |
| 胴体最大幅    | 5.74m                 | 5.74m | 5.74m | 5.74m                                                                       |
| 客室最大幅    | 5.49m                 | 5.49m | 5.49m | 5.49m                                                                       |
| 最大離陸重量  | 170,000kg             | 227,900kg | 254,700kg | 254,700kg                                                                   |
| 座席数        | 290 - 330 （2クラス） | 210 - 250 （3クラス） | 250 - 290 （3クラス） | 約300 （3クラス）                                                           |
| 座席数 導入例 | -                     | ANA国内線 335(12+323) ANA国際線 169(46+21+102) 184(32+14+138) 240(42+198) JAL国内線 291(6+58+227) JAL国際線 186(30+156) 206(30+176) | ANA国内線 395(18+377) 375(28+347) ANA国際線 215(48+21+146) 246(40+14+192) JAL国際線 195(44+35+116) 203(52+35+116) 239(28+21+190) | ANA国内線 429(28+401) ANA国際線 294(38+21+235) シンガポール航空 337(36+301) |
| 貨物容量      | -                     | 136.7㎥ | 172㎥ | 190.3㎥                                                                     |
| エンジン      | GE GEnx RR Trent 1000 | GE GEnx RR Trent 1000 | GE GEnx RR Trent 1000 | GE GEnx RR Trent 1000                                                       |
| 巡航マッハ数  | マッハ0.85            | マッハ0.85 | マッハ0.85 | マッハ0.85                                                                  |
| 航続距離*1    | 5,650km               | 15,200km | 15,750km | 11,910km                                                                    |
| 最大巡航高度  | 13,000m               | 13,000m | 13,000m | 13,000m                                                                     |
| 最大燃料容量  | 48,600L               | 126,000L | 126,000L | 126,000L                                                                    |
| 離陸滑走距離  |                       | 2,600m | 2,800m | 2,800m                                                                      |
| 着陸滑走距離  | 1,730m                | 1,730m | 1,730m | 1,730m                                                                      |
| 初飛行        | 開発中止              | 2009年 | 2013年 | 2017年                                                                      |

- *1：最大積載（旅客および貨物）時

## 運用者
| 航空会社     | 787-8 | 787-9 | 787-10 | 合計 |
| ------------ | ----- | ----- | ------ | ---- |
| 全日本空輸   | 34    | 44    | 8      | 86   |
| 日本航空     | 23    | 22    | –      | 45   |
| ZIPAIR Tokyo | 8     | –     | –      | 8    |
| AirJapan     | 2     | –     | –      | 2    |
| 合計         | 67    | 66    | 8      | 141  |

| 航空会社                         | 787-8 | 787-9 | 787-10 |
| -------------------------------- | ----- | ----- | ------ |
| エアキャップ                     | 〇    | 〇    | –      |
| アエロメヒコ航空                 | 〇    | 〇    | –      |
| エア・アスタナ                   | △     | –     | –      |
| エール・オーストラル             | 〇    | –     | –      |
| エア・カナダ                     | 〇    | 〇    | △      |
| 中国国際航空                     | –     | 〇    | –      |
| エア・ヨーロッパ                 | 〇    | 〇    | –      |
| エールフランス                   | –     | 〇    | –      |
| エア・インディア                 | 〇    | △     | –      |
| Air Lease Corporation            | –     | 〇    | 〇     |
| ニュージーランド航空             | –     | 〇    | △      |
| ニューギニア航空                 | △     | –     | –      |
| エア タヒチ ヌイ                 | –     | 〇    | –      |
| エア・タンザニア                 | 〇    | –     | –      |
| アメリカン航空                   | 〇    | 〇    | –      |
| アリクエア                       | –     | △     | –      |
| Atlantis Aviation Corporation    | –     | 〇    | –      |
| アビアンカ航空                   | 〇    | 〇    | –      |
| Aviation Capital Group           | –     | 〇    | –      |
| Avolon                           | –     | 〇    | –      |
| アゼルバイジャン航空             | 〇    | –     | –      |
| ビーマン・バングラデシュ航空     | 〇    | 〇    | –      |
| BOCアビエーション                | –     | 〇    | –      |
| 交通銀行                         | –     | 〇    | –      |
| Boeing Capital                   | –     | △     | –      |
| ブリティッシュ・エアウェイズ     | 〇    | 〇    | 〇     |
| Business Jet / VIP Customer(s)   | 〇    | 〇    | –      |
| チャイナエアライン               | –     | △     | △      |
| 中国東方航空                     | –     | 〇    | –      |
| 中国南方航空                     | 〇    | 〇    | –      |
| CITグループ                      | 〇    | 〇    | –      |
| エル・アル航空                   | 〇    | 〇    | –      |
| エミレーツ航空                   | △     | –     | △      |
| エティハド航空                   | –     | 〇    | 〇     |
| エバー航空                       | –     | 〇    | 〇     |
| GECAS                            | –     | 〇    | –      |
| ガルフ・エア                     | –     | 〇    | –      |
| 海南航空                         | 〇    | 〇    | –      |
| ハワイアン航空                   | –     | 〇    | –      |
| ILFC                             | 〇    | 〇    | –      |
| ジェットエアウェイズ             | –     | △     | –      |
| 吉祥航空                         | –     | 〇    | –      |
| ケニア航空                       | 〇    | –     | –      |
| KLMオランダ航空                  | –     | 〇    | 〇     |
| 大韓航空                         | 〇    | 〇    | 〇     |
| LATAM航空グループ                | 〇    | 〇    | –      |
| LOTポーランド航空                | 〇    | 〇    | –      |
| ルフトハンザドイツ航空           | –     | 〇    | –      |
| MG Aviation                      | –     | 〇    | –      |
| ノルウェー・エアシャトル         | 〇    | 〇    | –      |
| 奥凱航空                         | –     | △     | –      |
| オマーン・エア                   | 〇    | 〇    | –      |
| PrivatAir                        | 〇    | –     | –      |
| カンタス航空                     | 〇    | 〇    | △      |
| カタール航空                     | 〇    | 〇    | –      |
| イラク                           | 〇    | –     | –      |
| Riyadh Air                       | –     | △     | –      |
| ロイヤル・エア・モロッコ         | 〇    | 〇    | –      |
| ロイヤルブルネイ航空             | 〇    | –     | –      |
| ロイヤル・ヨルダン航空           | 〇    | –     | –      |
| Ruili Airlines                   | –     | △     | –      |
| サウディア                       | –     | 〇    | 〇     |
| スクート                         | 〇    | 〇    | –      |
| シンガポール航空                 | –     | –     | 〇     |
| TAAGアンゴラ航空                 | –     | △     | △      |
| TUI Travel                       | 〇    | 〇    | –      |
| ターキッシュ エアラインズ        | –     | 〇    | –      |
| Unidentified Customer(s)         | △     | 〇    | △      |
| ユナイテッド航空                 | 〇    | 〇    | 〇     |
| ウズベキスタン航空               | 〇    | –     | –      |
| ベトナム航空                     | –     | 〇    | –      |
| ヴァージン・アトランティック航空 | –     | 〇    | –      |
| ビスタラ                         | –     | 〇    | –      |
| ウエストジェット航空             | –     | 〇    | –      |
| 厦門航空                         | 〇    | 〇    | –      |
| 備考 〇:運用中、△:発注中         |       |       |        |

## 受注状況
|        | 受注  | 納入  | 残    |
| 787‑8  | 431   | 398   | 33    |
| 787‑9  | 1,372 | 676   | 696   |
| 787‑10 | 396   | 124   | 272   |
| 合計   | 2,199 | 1,198 | 1,001 |

|        |        | 2021 | 2022 | 2023 | 2024 | 2025 | 合計  |
| 受注数 | 受注数 | −11  | 114  | 301  | 48   | 242  | 2,199 |
| 引渡数 | 787‑8  | 2    | 9    | 10   | 1    | 1    | 398   |
| 引渡数 | 787‑9  | 12   | 10   | 40   | 29   | 29   | 676   |
| 引渡数 | 787‑10 | –    | 12   | 23   | 21   | 7    | 124   |
| 引渡数 | 合計   | 14   | 31   | 73   | 51   | 37   | 1,198 |

|        |        | 2004 | 2005 | 2006 | 2007 | 2008 | 2009 | 2010 | 2011 | 2012 | 2013 | 2014 | 2015 | 2016 | 2017 | 2018 | 2019 | 2020 |
| 受注数 | 受注数 | 56   | 235  | 157  | 369  | 93   | −59  | −4   | 13   | −12  | 182  | 41   | 71   | 58   | 94   | 109  | 82   | 20   |
| 引渡数 | 787‑8  | –    | –    | –    | –    | –    | –    | –    | 3    | 46   | 65   | 104  | 71   | 35   | 26   | 10   | 10   | 5    |
| 引渡数 | 787‑9  | –    | –    | –    | –    | –    | –    | –    | –    | –    | –    | 10   | 64   | 102  | 110  | 120  | 114  | 36   |
| 引渡数 | 787‑10 | –    | –    | –    | –    | –    | –    | –    | –    | –    | –    | –    | –    | –    | –    | 15   | 34   | 12   |
| 引渡数 | 合計   | –    | –    | –    | –    | –    | –    | –    | 3    | 46   | 65   | 114  | 135  | 137  | 136  | 145  | 158  | 53   |

受注機数と納入機数(年ごとに累積)
  受注数   引渡数 — 2025年6月現在.

## 事故・トラブル
2025年6月現在、787の機体全損事故・死亡事故は1件発生している。
- 2025年6月12日、アフマダーバード空港発ロンドン・ガトウィック空港行きエア・インディア171便(787-8、機体記号：VT-ANB)がアフマダーバード空港を離陸した直後に州立医学大学の宿舎に墜落した。機体は全損し、乗員乗客241人と地上の19人が死亡、B787としては世界で初めての機体全損事故・死亡事故となった。

### バッテリー問題
試験飛行中の火災などのほかに、2011年11月の就航当日より機材トラブルによる遅延や運休がたびたび見られた。2013年に入り、ブレーキの不具合、バッテリーからの出火、燃料漏れ、潤滑油漏れなどのトラブルが相次いだ。バッテリーからの出火事故では、連邦航空局 (FAA)が緊急耐空性改善命令を発行し、1979年のDC-10の事故以来となる、運航中の同型機全てが世界中で運航停止になるという事態となった。改修されたバッテリーシステムは、2013年4月25日にFAAと欧州航空安全局 (EASA)が、4月26日に国交省航空局が承認した。4月27日、エチオピア航空が運航停止後、世界で初めて商業運航をアディスアベバ発ナイロビ行きで再開した。
運航再開後は、2014年1月14日に日本航空の機体から白煙が発生し、機材を変更するトラブルが発生した。2014年3月8日 (UTC) にはまたも日本航空機で右エンジンの油圧が低下し、ホノルルに左側のエンジンだけで緊急着陸する事案が発生している。
2013年7月12日、エチオピア航空の787型機がロンドン・ヒースロー空港で到着後全電源を落とした数時間後に火災が発生。英国航空事故調査局 (AAIB)は、先のバッテリー問題との関連性を否定、ハネウェル社製の航空機用救命無線機 (ELT)が出火原因となった可能性が高いとの報告書を公表し、FAAなど各国航空当局に対して耐空性が確認されるまでは問題のELTの電源を切る通達を出すよう勧告した。これを受けFAA、JCAB、EASAそれぞれの当局は当該ELTについて、点検または取り下ろしのいずれかの措置を求める通告を発表している。
787の一部機体が使用しているGEnx-1Bエンジンについて、2013年7月31日にロシアの航空貨物会社で運航中に着氷が発生、同系列のGEnx-2B67エンジンが4基中2基停止し、このうち3基で高圧コンプレッサーに破損が発見された。ロシア連邦航空局 (Rosaviatsia) からの安全勧告を受けたボーイング社は787でGEnx-1Bエンジンを採用している航空会社に向けた飛行規程の改定を行い、「高度30,000フィート以上の雲中を飛行する際、飛行経路上に積乱雲など活発な雲域がある場合は、その周囲約90キロメートル以内の飛行を禁止する」という通知を出した。同エンジンを選定している日本航空でも「安定的な運航を提供する」として、2013年11月25日出発便から、季節ごとに気象状況などを考慮して機材変更を行っている。
2015年4月30日、連邦航空局は787の電源制御システムのソフトウェアに問題があり、248日間継続してシステムを稼働させ続けた場合、突然電源が喪失し機体制御が失われる恐れがあるとして、定期的に当該システムの再起動を行うよう国内各航空会社に通達を出した。
この後、2015年末までに各社に具体的な対応策が発表され、これについてボーイング社は引き渡し済みの機体も、既に全て所定の安全性が確保されているとしている。

### RRトレント1000エンジンのタービンブレードの問題
2017年1月27日に、ロールスロイス・トレント1000エンジンを導入している全日本空輸は、同エンジンを搭載している787全機のタービンブレードに欠陥があるとして、全機を交代で運航停止にし、ブレードを交換するという発表をした。全日本空輸はこの影響を受け、運航ダイヤが乱れただけでなく大幅な運休を余儀なくされた。なお改良型ブレードは3年後の2019年末までにすべて改良型に交換するとしている。さらに2018年には、トレント1000エンジン長時間運航した際にエンジンの劣化が進む可能性があるとして、エンジンが1基停止しても洋上飛行が一定時間可能なETOPSで許容する飛行時間を制限すると発表した。ただし、全てのトレント1000エンジンを搭載した787が対象というわけではなく、いわゆる「Package C」の仕様が採用されているエンジンが対象となっている模様であり、同型のエンジンを採用していなかった日本航空ほかは運航を継続した。さらに、改善ブレードに交換した機体は、完全にETOPSが回復される旨も、ロールスロイス公式サイトに掲載されている。

### その他の事故
- 2024年3月11日、豪州シドニーを出発して経由地のニュージーランド・オークランドに向かっていたLATAM航空800便が突如急降下した[100]。1人の重傷者を含む50人の負傷者を出し、12人が病院に搬送された。2024年3月16日時点で本事故の調査が行われている。
- 2024年4月1日、メルボルン発東京/成田行きの日本航空774便（機体記号：JA843J）が着陸直前に激しい揺れに遭遇し、客室乗務員4人が負傷（うち1人は重傷）。重傷者が生じたため、本インシデントは国土交通省航空局により「航空事故」とみなされている[101]。
- 2025年2月6日、シアトルにあるシアトル・タコマ国際空港で日本航空68便(B787-9 機体記号：JA868J)が地上を走行中、駐機していたデルタ航空の垂直尾翼と接触した。けが人は出なかったがNTSB(国家運輸安全委員会)は航空事故に認定した。

## 787の展望と試験機
787の開発が始まったことを受けて、2005年にライバルである欧州・エアバス社は787に対抗するための機材として従来品のA330に大幅に手を加えた「A350」構想を発表した。
発表当初の目標性能では「A350の方が航続距離、旅客数ともに増加している」とされているが、ボーイング社は「787は全く新しい旅客機のため、A330をリファインしても当機を超えることはできない」と主張した。
初期の「A350」は実際に受注数が伸び悩んだことから、エアバス社は各航空会社にヒアリングを行い、2006年のファーンボロー航空ショーでA330から大きく設計変更した新機種の「A350 XWB」（eXtra Wide Body）を立ち上げ、日本国内の航空会社からの受注も含めて787に肉薄する受注数を獲得した。
両社ともに将来的な航空旅客の増加を予想している点においては共通するが、その対処手法に考え方に違いがあり新型機の開発コンセプトにも影響している。エアバス社は「ハブ空港間で運用する新型大型機（A380）を開発し、ローカルへは持ち駒豊富な自社の単通路機での乗客の振り分け」（ハブ アンド スポーク）を想定しているが、ボーイング社は「乗客は面倒な乗り換えを好まず、中型機による直近の空港への乗り入れを求めるようになる」（ポイント トゥ ポイント）と予測している。787は2011年就航当初ETOPS-180を取得していたが、2014年5月28日にFAAからETOPS-330を取得した。
最新機材のラインナップは両社とも、大型機（777・777X対A350XWB）中型機（787対A330neo）小型機（737MAX対A320neoなど）をそれぞれ用意している。

## 787の展示

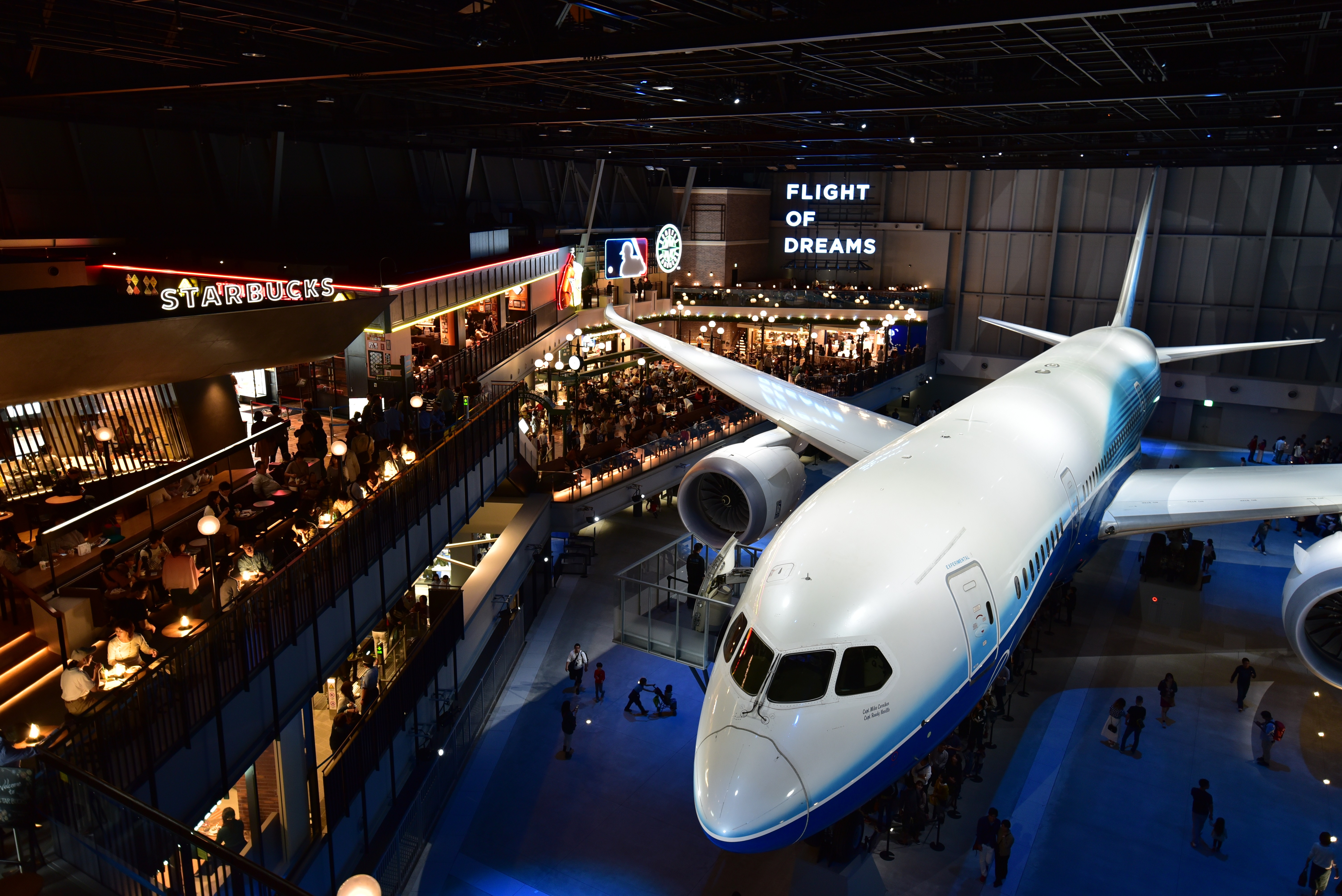
「FLIGHT OF DREAMS」で展示されているボーイング787初号機。

787のうち試験飛行機である「1号機」（ZA001）から3号機（ZA003)については全日本空輸が受領する予定だったが、量産型に比べて機体重量が増加して本来の性能が得られないことから受領を拒否し、全日本空輸には量産型が納入された。そのため試験機は2015年までに退役し、各施設に寄贈されている。2015年6月に日本の愛知県常滑市中部国際空港に、ボーイング社より生産初号機(ZA001号機）が寄贈された
。
- 1号機（機体番号：ZA001、登録記号：N787BA）：中部国際空港 FLIGHT OF DREAMS（愛知県常滑市）
2009年12月15日に初飛行した機体で、ボーイング社用特別塗装を纏っている。
2015年6月17日にボーイングから、主翼などの主要部品を生産しており787シリーズとの縁が深い愛知県および中部国際空港に寄贈されることが発表され[103][104]、同月22日に同空港へ飛来した[105][106]。
その後しばらくは空港内の滑走路脇で露天留置された状態であったが、2016年に、新たに空港島内に建設される「FLIGHT OF DREAMS」（フライトオブドリームズ）と名付けられた複合商業施設の目玉展示物として、記念すべき787シリーズにおける世界初の生産機でもあるZA001号機が屋内展示されることが決まった。
2018年10月12日にオープンした「FLIGHT OF DREAMS」は、1階がチームラボが監修するZA001号機の展示を中心とした体験型コンテンツの「FLIGHT PARK」（フライトパーク。ボーイングストア以外は有料）、2 - 3階の「SEATTLE TERRACE」（シアトルテラス）がボーイングの創業地であるシアトルの町並みをイメージしたショップ&レストラン街で、当地発祥、あるいは愛知県で人気の飲食店なども入居しており、航空ファン以外も楽しめるものとなっている[107][108]。

- 2号機（機体番号：ZA002、登録記号：N787EX）：ピマ航空宇宙博物館（アリゾナ州ツーソン）
適合性検証として日本に初飛来した機体。全日本空輸塗装。

- 3号機（機体番号：ZA003、登録記号：N787BX）：ミュージアム・オブ・フライト（ワシントン州シアトル）
2014年11月8日に記念式典が開催され、展示されている。ボーイング塗装[109]。

- 6号機（機体番号：ZA006、登録記号：N787ZA）
特別改装を終えた2014年6月にメキシコ（メキシコ軍）に引き渡され、同国の政府専用機として運用が開始された。

## 競合機種
- エアバス - A330・A330neo・A350 XWB
- 中国商用飛機 - COMAC C929（予定）